# 格爾哈德·巴克霍隆
格爾哈德·巴克霍隆（德語：Gerhard Barkhorn，1919年3月20日—1983年1月8日）出生於柯尼斯堡，是僅次於埃里希·哈特曼的德國空軍（Luftwaffe）王牌飛行員。與哈特曼和京特·拉爾同屬著名的第52战斗机联队（Jagdgeschwader 52），他執行了超過1,100次戰鬥任務並於東線擊落301架敵機。如果巴克霍隆不是常常受傷的話，毫無疑問他一定會超越哈特曼成為第一王牌。他和哈特曼是二戰時仅有的兩個戰績超過300架的飛行員。

## 生平
格爾哈德·巴克霍隆於1937年加入德國空軍，1938年3月開始飛行訓練。1940年初完成訓練後以少尉軍銜加入第2（李希霍芬）航空團的第3中隊服役。
巴克霍隆在納粹德國入侵法國時首次執行任務，其後又參與了不列顛空戰。雖然執行了很多次任務，而且在英倫海峽上空被擊落了兩次，但他一直未能夠擊落任何敵機。到了1940年8月1日巴克霍隆被調派到第52聯隊第6中隊。不久後獲授與鐵十字勳章。第6中隊有另一名王牌，就是漢斯-約阿希·馬西里。
1941年第52聯隊被調往東部參與了巴巴羅薩計劃，於1941年6月21日入侵蘇聯。巴克霍隆終於在1941年7月2日執行第120次任務時擊落了一架紅軍飛機。這次以後，巴克霍隆似乎捉到了竅門，11月時他已經擊落了10架敵機，並在1941年11月11日晉升為中尉。
1942年5月21日，巴克霍隆被任命為第52聯隊第4中隊的中隊長（Staffelkapitän）。他一直取得戰績，在1942年7月19日他擊落了6架敵機 成為當天的王牌，可是在7月25日他因為受傷而休養到10月。8月23日他因為擊落了64架敵機而獲授與騎士鐵十字勛章。12月19日巴克霍隆擊落第100架敵機並於1943年1月11日獲得橡葉騎士鐵十字勛章。期間第52聯隊換裝BF-109G-6。
1943年9月1日格爾哈德·巴克霍隆獲任命為第52聯隊第2大隊的大隊長（Gruppenkommandeur），當時他已經是一個上尉。此時他已經有150架戰績，並於1943年11月30日達到200架。1944年2月13日紅軍懸賞擊落巴克霍隆，當時他已經擊落了250架敵機。3月2日獲授與橡葉帶劍騎士鐵十字勳章。他以伴郎身份出席了埃里希·哈特曼的婚禮。1944年5月1日晉升為少校。
1944年5月31日，巴克霍隆被紅軍一架P-39空中眼鏡蛇擊落。他在德軍戰線後方迫降受了重傷，休養了4個多月。到1944年10月復出，並在11月14日取得第275次戰績。1945年1月5日取得第301次也是他最後一次戰績。
1945年1月16日巴克霍隆受命成為第6聯隊的指揮官，該團配備FW-190D（但巴克霍隆希望繼續使用Bf-109G-6）。第6航空團由一些新進飛行員和前Bf-110（雙引擎戰鬥機）飛行員組成，面對著美國空軍傷亡非常重大。巴克霍隆擔任指揮官不久後就因為健康問題入院。
出院後巴克霍隆被阿道夫·加蘭德（Adolf Galland）邀請加入第44噴氣戰鬥機聯隊（Jagdverband 44）飛行Me 262噴射戰鬥機，但他一直未有在Me 262上取得任何戰績。1945年4月21日他執行第1,104次任務也是他最後一次任務。他的座機在接近一隊轟炸機群時引擎突然熄火而被迫緊急著陸。在他接近機場時被幾架P-51掃射，巴克霍隆座駕起火，著陸後被俘。1945年9月獲釋。
巴克霍隆在1,104次任務中擊落301架敵機，包括110架Yak戰鬥機、87架LaGG戰鬥機、21架Il-2和12架雙引擎中型轟炸機。他被擊落9次，1次跳傘，3次受傷。

## 戰後
戰後格爾哈德·巴克霍隆迎娶了他的女友Christl，並育有三個小孩。1956年加入西德空軍，1976年以中將軍銜退役。1983年1月6日，他與妻子發生車禍；他的妻子當場死亡，巴克霍隆則在1月8日逝世。

## 外部連結
- http://www.pilotenbunker.de/Jagdflieger/Luftwaffe/Barkhorn_Gerhard/barkhorn_gerhard.htm （页面存档备份，存于）
- http://www.luftwaffe.cz/barkhorn.html （页面存档备份，存于）